# Revelations
Revelations е втората песен от албума „Piece of Mind“ на британската хевиметъл група Iron Maiden. Това е една от малкото песни на групата написана изцяло от Брус Дикинсън. Песента е вдъхновена от книга на Алистър Кроули, но освен нея и от химн  на Гилбърт Кийт Честъртън, който всъщност съставя първия стих.
Песента е от любимите на публиката и често се изпълнява по концерти. В по-ранните и изпълнения Дикинсън свири на ритъм китара и по този начин оставя основните части за Дейв Мъри и Ейдриън Смит. В по-скорошните и изпълнения (Eddie Rips Up The World Tour и Somewhere Back In Time World Tour), китарното част на Дикинсън е поета от Яник Герс. По-бърза версия на парчето е включена в „Live After Death“. Женската кавър група The Iron Maidens записва „Revelations“ и я включва в демо албума си „Route 666“ (2007).

## Състав
- Брус Дикинсън – вокал
- Дейв Мъри – китара
- Ейдриън Смит – китара
- Стив Харис – бас
- Нико Макбрейн – барабани

|  | Тази страница частично или изцяло представлява превод на страницата Revelations (Iron Maiden song) в Уикипедия на английски. Оригиналният текст, както и този превод, са защитени от Лиценза „Криейтив Комънс – Признание – Споделяне на споделеното“, а за съдържание, създадено преди юни 2009 година – от Лиценза за свободна документация на ГНУ. Прегледайте историята на редакциите на оригиналната страница, както и на преводната страница, за да видите списъка на съавторите. ВАЖНО: Този шаблон се отнася единствено до авторските права върху съдържанието на статията. Добавянето му не отменя изискването да се посочват конкретни източници на твърденията, които да бъдат благонадеждни. |